# Georges Duhamel
Georges Duhamel (París, Francia, 30 de junio de 1884-Valmondois, Seine-et-Oise, Francia, 13 de abril de 1966) fue un médico, escritor y poeta francés. Famoso a partir de su Crónica de los Pasquier, fue elegido miembro de la Academia Francesa en 1935, de la que fue secretario a perpetuidad entre 1944 y 1946. Luego fue presidente y uno muy activo en lo tocante a la renovación de la Alianza Francesa de posguerra. Georges Duhamel es también el padre del célebre compositor francés Antoine Duhamel.

## Biografía
Georges Duhamel nació en el barrio del 13.º distrito de París (13.º arrondissement), tercer hijo de una familia normanda de cuatro hijos que viviera modestamente de las actividades de un padre fantasioso e inestable. Farmacéutico el padre de Duhamel decide entablar tardíamente los estudios de medicina. Luego de una infancia perturbada por las numerosas mudanzas de su familia, Georges Duhamel llega a obtener su Bachillerato (Baccalauréat) en 1902, decidirá entonces ser médico dedicándose también con pasión a las letras.
Entre 1906 y 1908, crea con Charles Vildrac, quien sería luego su cuñado, la Abadía de Créteil o el Grupo de la Abadía, una banda de artistas, reagrupando poetas, escritores, músicos y pintores de experiencia que él retrató de manera muy novelada, aunque se haya defendido luego, en el quinto volumen de la serie de la Crónica de los Pasquier, El desierto de Bievres. A la ocasión de representaciones teatrales en la Abadía de Créteil, se encuentra y se enamora de la actriz Blanca Albane con la cual entretuvo una importante correspondencia. Se casó con ella en 1909 y de esta unión nacería un hijo en 1925: Antoine Duhamel.
Georges Duhamel, dadas sus amistades literarias y artísticas - Jean-Jacques Corriol, Charles Schuller que lo convertirá al culto de Richard Wagner, y Albert Doyen - se entregará tardíamente y con pasión a la música como brillante autodidacta. 
Dirigirá para su propio placer y entre amigos, conciertos semanales en su domicilio y a partir de 1939 escribirá críticas musicales, puntualmente en Le Figaro. Siendo él mismo no iniciado durante su juventud en música, hará beneficiar a su hijo, desde muy temprana edad, de una sólida formación musical que condicionará seguramente la futura carrera de compositor de Antoine Duhamel.
Durante la Primera Guerra Mundial, Georges Duhamel ejerce las funciones de cirujano durante cuatro años, en situaciones a menudo muy expuestas. De esta dolorosa experiencia, el extrae dos relatos que le aportan notoriedad inmediata: Vida de los Mártires y sobre todo Civilización, bajo el seudónimo de Denis Thévenin que recibirá el premio Goncourt en 1918. Vuelto a la vida civil, se consagra a partir de allí enteramente a las letras y a la defensa de una civilización con rostro humano. En 1919, descubre en Seine-et-Oise el Cantón de la Valée-du Sausseron, Valle del Sausseron y Valmondois, donde pasará todos sus veranos.
A comienzos de los años treinta comienza su Crónica de los Pasquier que lo volverá célebre, según el principio de la novela-río, y que es muy a menudo comparada con Los Rougon-Macquart de Emilio Zolá. La publicación de la crónica en el Mercurio de Francia se extiende desde 1933 a 1945. Puede ser vista como la transposición literaria autobiográfica de la vida de Georges Duhamel en su héroe principal Laurent Pasquier (Duhamel). En 1935, Georges Duhamel es director del Mercurio de Francia y ese mismo año es elegido en la Academia Francesa en el sillón Nº30 como consecuencia del fallecimiento de su predecesor en dicho sitio, G. Lenotre. Entre 1930 y 1940, él realiza numerosos viajes en Francia y al extranjero, defendiendo en brillantes conferencias la lengua y la cultura francesas así como la idea de una civilización construida en el corazón del hombre y no sobre el progreso técnico. Esos artículos y conferencias están reunidos en diversos títulos.
Fue miembro del jurado del Premio Jeunesse, del cual tomará más tarde la presidencia, en 1945.
Durante la Segunda Guerra Mundial, Georges Duhamel ve su obra prohibida por los alemanes. Pero hará frente a la presión y a la fracción petanista de la Academia Francesa, posición por la cual Charles de Gaulle le agradecerá públicamente más tarde. En octubre de 1944, poco después de la Liberación de París, fue elegido secretario a perpetuidad de la Academia. Reunciará a su puesto a partir de 1946.
Luego de la guerra, fue nombrado en 1947, presidente de la Alianza Francesa y retoma sus viajes a favor de la cultura francesa. Restablece en todos lados numerosas escuelas de la Alianza. A partir de 1960, su salud declina, reduce muchas de sus actividades y fallece en Valmondois el 13 de abril de 1966.

## Obras
| Relatos, novelas, viajes, ensayos - Vie des martyrs (1917) - Civilización (1918), premio Goncourt) - La Possession du monde (1919) - Entretiens dans le tumulte (1919) - Vie et aventures de Salavin (1920-1932) : - I. Confession de minuit (1920) - II. Deux hommes (1924) - III. Journal de Salavin (1927) - IV. Le Club des Lyonnais (1929) - V. Tel qu'en lui-même (1932) - Les Hommes abandonnés (1921) - Lapointe et Ropiteau (1921) - Les Plaisirs et les jeux (1922) - Le Prince Jaffar (1924) - Essai sur le roman (1925) - La Pierre d’Horeb (1926) - Lettres au Patagon (1926) - Essai sur une renaissance dramatique (1926) - Le Voyage de Moscou (1927) - Images de la Grèce (1928) - Les sept dernières Plaies (1928) - La Nuit d’orage (1928) - Scènes de la vie future (1930) - Géographie cordiale de l’Europe (1931) - Les jumeaux de Vallangoujard (1931) - Querelles de famille (1932) - Chronique des Pasquier : (1933-1945) - I. Le Notaire du Havre - II. Le Jardin des bêtes sauvages - III. Vue de la Terre promise - IV. La Nuit de la Saint-Jean - V. Le Désert de Bièvres - VI. Les Maîtres - VII. Cécile parmi nous - VIII. Le Combat contre les ombres - IX. Suzanne et les Jeunes Hommes - X. La Passion de Joseph Pasquier - L’Humaniste et l’Automate (1933) - Discours aux nuages (1934) | - Remarques sur les mémoires imaginaires (1934) - Fables de mon jardin (1936) - Deux patrons (Erasme, Cervantes) (1937) - Esquisse pour un portait du chirurgien moderne (1938) - Au chevet de la civilisation (1938) - Mémorial de la guerre blanche (1939) - Finlande (1940) - Positions françaises (1940) - Lieu d’asile (1940) - Civilisation française (1944) - Chronique des Saisons amères (1944) - La Musique consolatrice (1944) - Paroles de médecin (1944) - Images de notre délivrance (1944) - Lumières sur ma vie : (1944-1953) - I. Inventaire de l’abîme - II. Biographie de mes fantômes - III. Le Temps de la recherche - IV. La Pesée des âmes - V. Les Espoirs et les Épreuves - Souvenirs de la vie du Paradis (1946) - Visages (1946) - Homère au XXe siècle (1947) - Semailles au vent (1947) - Entretien au bord du fleuve (avec Henri Mondor) (1947) - Tribulations de l’espérance (1947) - Consultation aux pays d’Islam (1947) - Le Bestiaire et l’herbier (1948) - Hollande (1949) - Le Voyage de Patrice Périot (1950) - Cri des profondeurs (1951) - Chronique de Paris au temps des Pasquier (1951) - Manuel du protestataire (1952) - Vues sur Rimbaud (1952) - Le Japón entre la tradition et l’avenir (1953) - Les Voyageurs de l’Espérance (1953) - Refuges de la lecture (1954) - La Turquie, nouvelle puissance d’Occident (1954) | - L’Archange de l’Aventure (1955) - Croisade contre le cancer (1955) - Les Compagnons de l’Apocalypse (1956) - Pages de mon journal intime (1956) - Israël, clef de l’Orient (1957) - Problèmes de l’heure (1957) - Le Complexe de Théophile (1958) - Travail, ô mon seul repos (1959) - Nouvelles du sombre empire (1960) - Problèmes de civilisation (1961) - Traité du départ (1961) Poesía - Des légendes, des batailles (1907) - L’Homme en tête (1909) - Selon ma loi (1910) - Notes sur la technique poétique (con Charles Vildrac) (1910) - Compagnons (1912) - Élégies (1920) - Anthologie de la poésie lyrique française (1924) - Voix du Vieux Monde, con música de Albert Doyen (1925) Crítica - Propos critiques (1912) - Paul Claudel (1913) - Les Poètes et la poésie (1914) - Maurice de Vlaminck (1927) - Défense des Lettres (1937) - Les Confessions sans pénitence (1941) Teatro - La Lumière (1911) - Dans l’ombre des statues (1912) - Le Combat (1913) - Le Cafard (1916) - L’Œuvre des athlètes (1920) - Quand vous voudrez (1921) - La Journée des aveux (1923) |